# Bossiaea lenticularis
Bossiaea lenticularis är en ärtväxtart som beskrevs av Dc. Bossiaea lenticularis ingår i släktet Bossiaea och familjen ärtväxter. IUCN kategoriserar arten globalt som nära hotad. Inga underarter finns listade i Catalogue of Life.